# Theresia Hainthaler
Theresia Hainthaler (* 1947 in München) ist eine deutsche römisch-katholische Theologin.

## Leben
Von 1972 bis 1975 war Hainthaler wissenschaftliche Hilfskraft am mathematischen Institut der Universität München. Bei Karl-Heinz Hoffmann war sie von 1975 bis 1979 wissenschaftliche Assistentin am Fachbereich Mathematik, Freie Universität Berlin.
An der Philosophisch-Theologischen Hochschule Sankt Georgen war sie von 1984 bis 1985 wissenschaftliche Hilfskraft bei Ludwig Bertsch. Sodann arbeitete sie als wissenschaftliche Mitarbeiterin am Institut für Dogmen- und Konziliengeschichte von 1986 bis 1994 bei Alois Grillmeier. Im März 1994 übernahm sie von Grillmeier die Verantwortung für das Forschungsprojekt Jesus der Christus im Glauben der Kirche. Von November 2007 bis Februar 2016 lehrte sie als Honorarprofessorin dieser Hochschule Christologie der Alten Kirche und Theologie des Christlichen Ostens.
Hainthaler ist Mitglied hochrangiger ökumenischer Kommissionen für den Dialog der Römisch-Katholischen Kirche mit verschiedenen Ostkirchen. In Anerkennung ihres wissenschaftlichen Engagements für die Ökumene erhielt sie im Jahr 2013 die Ehrendoktorwürde der Universität Freiburg (Schweiz).

## Publikationen (Auswahl)
- „Von der Ausdauer Ijobs habt ihr gehört“ (Jak 5,11). Zur Bedeutung des Buches Ijob im Neuen Testament (= Europäische Hochschulschriften. Reihe 23, Band 337). Lang, Frankfurt am Main u. a. 1988, ISBN 3-8204-1116-X (zugleich Dissertation, PTH Sankt Georgen 1986).
- Die O-Antiphonen. Eine Hinführung und Auslegung der Großen Antiphonen im Hohen Advent (= Edition Cardo, Band 110).  Koinonia-Oriens e.V., Köln 2004, ISBN 3-936835-05-5.
- Christliche Araber vor dem Islam. Verbreitung und konfessionelle Zugehörigkeit. Eine Hinführung (= Eastern Christian studies , Band 7). Peeters, Leuven u. a. 2007, ISBN 978-90-429-1917-4.
- als Herausgeberin mit Franz Mali, Gregor Emmenegger und Mante Lenkaityte Ostermann: Für uns und für unser Heil. Soteriologie in Ost und West. Studientagung Esztergom, 3.-5. Oktober 2012, “For Us and for Our Salvation”. Soteriology in East and West. “Pour nous et pour notre salut”. Sotériologie vue de l’Orient et de l’Occident (= Pro Oriente, Band 37) (= Wiener Patristische Tagungen, Band 6). Tyrolia-Verl., Innsbruck u. a. 2014, ISBN 3-7022-3351-2.

## Schriften
- Alois Grillmeier. In: Biographisch-Bibliographisches Kirchenlexikon (BBKL). Band 17, Bautz, Herzberg 2000, ISBN 3-88309-080-8, Sp. 493–505 (Artikel/Artikelanfang im Internet-Archive).